# Obszönität
Als obszön (lateinisch obscenus, „schmutzig, verderblich, schamlos“) bezeichnet man etwas, das durch den Bruch der geltenden sozialen Normen bei anderen Menschen Ekel erregt, Scham hervorruft oder ein anderes elementares Gefühl verletzt. Eine Obszönität (lateinisch obscēnitās, auch obscaenitās „Unanständigkeit, Schamlosigkeit“) bezeichnet somit eine obszöne (das Schamgefühl hervorrufende) Äußerung, Handlung, Darstellung oder Ähnliches.
Der Ausdruck „obszön“ wird in der Bildungssprache vorwiegend in einer das Schamgefühl verletzender Weise auf den Sexual- und Fäkalbereich bezogen. Im Jargon kann der Begriff jedoch auf beliebige moralisch-sittlich stark verurteilte Handlungen, Äußerungen und/oder Zustände angewendet werden.

## Einführung und Überblick
Wer nur das eigene Empfinden ausdrücken will, der könnte für das Obszöne mit den Vokabeln widerlich oder widerwärtig auskommen. Wer stattdessen das Wort obszön verwendet, zeigt, dass er sich auf eine verbindliche Werteordnung berufen will (Mitbedeutung: Verstoß gegen eine allgemein anerkannte Verhaltensregel; siehe auch: Tabu). Hier unterscheidet sich die Obszönität auch von der Vulgarität, die auch auf eine mangelnde Bildung des sich vulgär Verhaltenden zurückzuführen sein kann. Der Begriff vulgär kommt aus dem Lateinischen (vulgus, -i, m Das einfache Volk, die Volksmasse) und wird im Deutschen als gemein, alltäglich, gewöhnlich verwendet. Hier ist originär keine sexuelle oder schamverletzende Bedeutung angelegt, sondern gilt bildungssprachlich abwertend der dem gemeinen Volk unterstellten Derbheit. Die Obszönität wird bewusster und zielgerichteter eingesetzt.
Ganz überwiegend handelt es sich darum, ob körperliche Erscheinungen wahrnehmbar werden dürfen, meist solche, über welche der Mensch nicht frei oder nicht ganz frei entscheiden kann: Räkeln, Gähnen, Niesen, Ausscheidungen jeder Richtung und jeder Form, sexuelle Merkmale, sexuelle Verhaltensweisen, Wunden, Krankheiten, besondere Körperformen (angeboren oder erworben). Sowohl Anziehendes als auch Abstoßendes konnte und kann als obszön gelten. In Japan z. B. verursacht der Wunsch, Urinier- und Stuhlganggeräusche durch ständiges Betätigen der Klosettspülung möglichst zu überdecken, hohen Wasserverbrauch. Beim Volk der Tuareg wiederum bedecken die Männer ihren Mund mit einem Schleier. Für sie gilt das Zeigen dieses Körperteiles als obszön.
Welche Gefühle einbezogen sind und wo die Verletzung beginnt, hängt vom Empfinden und den Gewohnheiten der Beteiligten ab. Diese Bedingungen wiederum richten sich nach Bildung, Kultur, Religion, Moral und ähnlichen Wertvorstellungen, die entsprechend ethnischer oder gesellschaftlicher Zugehörigkeit, sogar individuell verschieden sein können. Auch historisch kann dieselbe Erscheinung in der einen Epoche abgelehnt, in der anderen hingenommen oder sogar als Mode gepflegt worden sein.
Die Abhängigkeit der Bewertung eines Verhaltens als obszön vor dem jeweiligen kulturellen Hintergrund, wird auch an dem Vorgang des Eis-in-der-Öffentlichkeit-aus-der-Waffel-Essens sichtbar, der laut einem Artikel in der Süddeutschen Zeitung von Menschen aus Syrien als Obszönität und befremdlich angesehen wird. Dieser Artikel löste eine Debatte im Fokus zu den verschiedenen kulturellen Gepflogenheiten und Bewertungen derselben aus.
Der bekannte Ausspruch „Warum rülpset und furzet ihr nicht? Hat es euch nicht geschmacket?“ (oft, aber falsch Martin Luther zugeschrieben) ist ein Beispiel dafür.
Die Empfindung „obszön“ kann von Wahrnehmungen jeder Art ausgelöst werden:
- eine Person mit fraglichen Merkmalen (z. B. ein sichtbar entstellter Mensch im öffentlichen Bad)
- Kleidung, wenn eine Person gewisse Körperteile sichtbar (Haupthaar, sekundäre Geschlechtsmerkmale, Nabel, Knie, Knöchel) oder unsichtbar (wie das Verhüllen des gesamten Körpers beim Tragen der Burka) werden lässt
- Verhaltensweisen (Kuss in der Öffentlichkeit, exhibitionistische Entblößung)
- gesprochener oder geschriebener Text (Witz, Schimpfwort)
- eine Geste („Stinkefinger“)
- Bilder jeder Art von der Wandkritzelei über die Werbeanzeige bis zum großflächigen Plakat
- Gegenstände, die eine Verletzung ausmachen oder ihre Ursache sein können (z. B. Knochen, Waffen, Schneidewerkzeuge, Narben als Schmuck, Metallspitzen auf der Kleidung)

Es ist nicht möglich, die Grenze zwischen „obszön“ und „nicht obszön“ nach sachlichen Merkmalen zu bestimmen. Die eigentliche Schwelle liegt im subjektiven Empfinden des möglicherweise Verletzten. Die Schwelle kann ohne verletzende Absicht überschritten werden, wenn für die Beteiligten unterschiedliche Werte gelten. Manche überschreiten die Schwelle mit Vorbedacht, um den Anderen an seinen Werten zu packen oder um die Werte des Anderen anzufechten. Obszönität bedeutet immer Grenzverletzung, auch Tabu-Bruch und (in einem weiteren Sinne) Kampf suchen. Auch horrende soziale Ungleichheit kann als obszön empfunden und als große moralische, wirtschaftliche und politische Ungerechtigkeit und Gefahr für den gesellschaftlichen Zusammenhalt und die Demokratie angeklagt werden.

## Obszönität als Mittel der Werbung
Obszönität wird, wie auch andere Möglichkeiten zur Provokation, von der Werbung gezielt eingesetzt, um die Aufmerksamkeit potentieller Kunden auf eine Ware oder eine Dienstleistung zu lenken.

## Obszönität als Mittel des Protests
Obszönität lässt sich in der Geschichte auch immer wieder als Phänomen der Auflehnung, des Protests und der Abgrenzung von Jüngeren gegen Ältere beobachten. Die junge Generation setzt dabei das Obszöne gegenüber dem Establishment mit dem Ziel ein, als unzeitgemäß empfundene Tabus und andere Grenzen aufzubrechen – man denke etwa an die Rock-Generation (die Musik der Beatles und die Hüftbewegungen von Elvis Presley wurden seinerzeit von vielen Älteren als obszön empfunden), an die 68er, das Woodstock-Festival, an Punks, Skinheads und Grufties sowie an die Love-Parade in Berlin.

## Das Obszöne in der Literatur
Eine kleine Theorie des Obszönen in der Literatur (in der erotischen Literatur bzw. Pornografie) hat Susan Sontag 1967 in ihrem Essay The Pornographic Imagination geliefert. Darin beschreibt sie das Obszöne als die literarische Darstellung von Lust an der Überschreitung (des Konventionellen bzw. Erlaubten), in Abgrenzung zur Darstellung von zweckfreier Lust an der Lust. Da das literarische Ausloten der Überschreitung, wenn es – wie etwa bei de Sade oder Georges Bataille – systematisch erfolgt, stets auf den Tod hin gravitiere, hält Sontag das Obszöne und den Tod innerhalb der Pornografie für untrennbar:

“It's toward the gratifications of death, succeeding and surpassing those of eros, that every truly obscene quest tends.”

„Jede wahrhaft obszöne Streben ist auf die Vergütungen des Todes gerichtet, jenen des Eros folgend und sie überbietend.“

Als Beispiel für ein in diesem Sinne nicht obszönes pornografisches Werk nennt Sontag Drei Schwestern und dazu die Mutter (1926) von Pierre Louÿs.

## Sekundär-Literatur
- Melanie Harmuth: Zur Kommunikation von Obszönität: der Fall de Sade. Driesen, Taunusstein 2004, ISBN 3-936328-28-5. (= Driesen Edition Wissenschaft, zugleich Diplomarbeit Universität Siegen, 2002).
- Hans Peter Duerr: Der Mythos vom Zivilisationsprozess – Band 3 – Obszönität und Gewalt. (= Suhrkamp Taschenbuch. Band 2451). Suhrkamp, Frankfurt am Main 1995, ISBN 3-518-38951-3.
- Aron Ronald Bodenheimer: Warum?: von der Obszönität des Fragens. Reclam, Stuttgart 2004, ISBN 3-15-008010-X. (Universal-Bibliothek Nr. 8010)
- Ernest Bornemann: Sex im Volksmund. Der obszöne Wortschatz der Deutschen. 2 Bände, Rowohlt, Reinbek bei Hamburg 1974; einbändige Neuausgabe ebenda 1991.
  - Band 1: Der obszöne Wortschatz der Deutschen. Wörterbuch von A – Z. ISBN 3-499-16852-9 (= rororo 6852).
  - Band 2: Der obszöne Wortschatz der Deutschen. Wörterbuch nach Sachgruppen. ISBN 3-499-16853-7 (= rororo 6853).